# Полет 004 на „Лауда Еър“
Полет 004 на „Лауда Еър“ е редовен международен пътнически полет от летище Кайтак, Хонконг, до международното летище „Виена“, Виена, Австрия, с междинно кацане в Банкок, Тайланд. На 26 май 1991 г. самолетът „Боинг 767-3Z9ER“, който изпълнява полета, се разпада във въздуха, след което се запалва и разбива северозападно от Банкок в планински гористи терени в националния парк Фу Тай и експлодира. В катастрофата загиват всички 213 пътници и 10 членове на екипажа на борда.
Собственикът на „Лауда Еър“ – бившият пилот от Формула 1 Ники Лауда, веднага пристига на мястото на произшествието, където взема участие в разследването и присъства на погребението на 23 неидентифицирани пътници в Тайланд. След това пътува до Сиатъл, за да се срещне с представители на „Боинг“. Разследването установява, че машината се разбива след некомандирано разгръщане на реверсора на тягата на двигател номер 1 по време на фазата на изкачване, което кара самолетът да влезе в аеродинамичен срив, неконтролирана загуба на тяга и разпадане по време на полет.
„Боинг“ издава предупреждение до авиокомпаниите, че повече от 1600 от последните модели на 737, 747, 757 и 767 имат системи за реверс на тягата, подобни на тази в самолета, който се разбива. Малко по-късно потенциално дефектни клапани в системите за реверсиране на тягата, които могат да доведат до задействане на реверсите по време на полет, са сменени. Това е най-смъртоносният авиационен инцидент с „Боинг 767“, най-смъртоносният авиационен инцидент в историята на Тайланд, първият фатален инцидент на 767 и третата загуба на този модел самолети. На мястото на катастрофата, което е достъпно за посетителите на националния парк, е издигнато светилище в памет на жертвите.